# 横手川
横手川（よこてがわ）は、奥羽山脈の甲山および大鈴森を水源として横手盆地の秋田県横手市、美郷町および大仙市を流れる雄物川水系の一級河川。別名「旭川」。

## 地理
秋田県横手市山内地域にある奥羽山脈の甲山（標高942m）および大鈴森（標高870m）にその源を発する。南郷・筏・平野沢地区を西北方向へ流れ、相野々で大鈴森に源をもつ黒沢川と合流。相野々からは西へ蛇行しながら流れ、横手の市街地へ入る。市街地では町を分断しながら「ら」の字に蛇行し、市街地を抜けると美郷町、大仙市（旧仙北郡）と横手市（旧平鹿郡）の境界に沿うように流れ、横手市の北西端に当たる黒川地区落合集落で大戸川と合流、その後大仙市大曲の藤木地区で雄物川に合流する（かつては角間川で合流していた。）。

## 名称
横手川の名称は、『梅津政景日記』においては横手川と掲載されている一方、秋田藩が正保5年（1647年）に幕府へ提出した「出羽国穐田仙乏大道小道并船路之帳」では「山内川」とある。また、寛文9年（1669年）の城下絵図では「大川」、享保13年（1728年）の城下絵図では上流部に「水上黒沢川」、下流部に「面川落合（おものがわおちあい）」とある。名称が一定しないが、これは藩庁側では横手から流れてくる川であるから「横手川」、横手城下では山内の黒沢から流れてくることから「山内川」や「黒沢川」と呼ばれていたのではないかと横手市史では推測している。
この他に桜川や浅倉川、旭川、朝日川などの別称（美称）も確認されている。「旭川」という名称については、現在でも別称として用いられるほか、流域の地名にも採用されている（横手市旭川）。

## 歴史
横手川は横手の市街地において大きく蛇行し、川幅が狭いうえに十分な治水対策が取られておらず、古くから「暴れ川」として再三にわたり洪水の被害を起こしてきた。1984年（昭和59年）9月7日付の秋田魁新報「水を語る」の記事においては、明治以降に記録に残っている洪水だけで約15回は起こっているとある。昭和期に度重なって行われた河川改修工事により状況は改善しており、1987年（昭和62年）には国の「ふるさとの川モデル事業」に指定され、1997年（平成9年）に事業が完成し、川辺の景観や環境が整えられた。

### 中近世の横手川

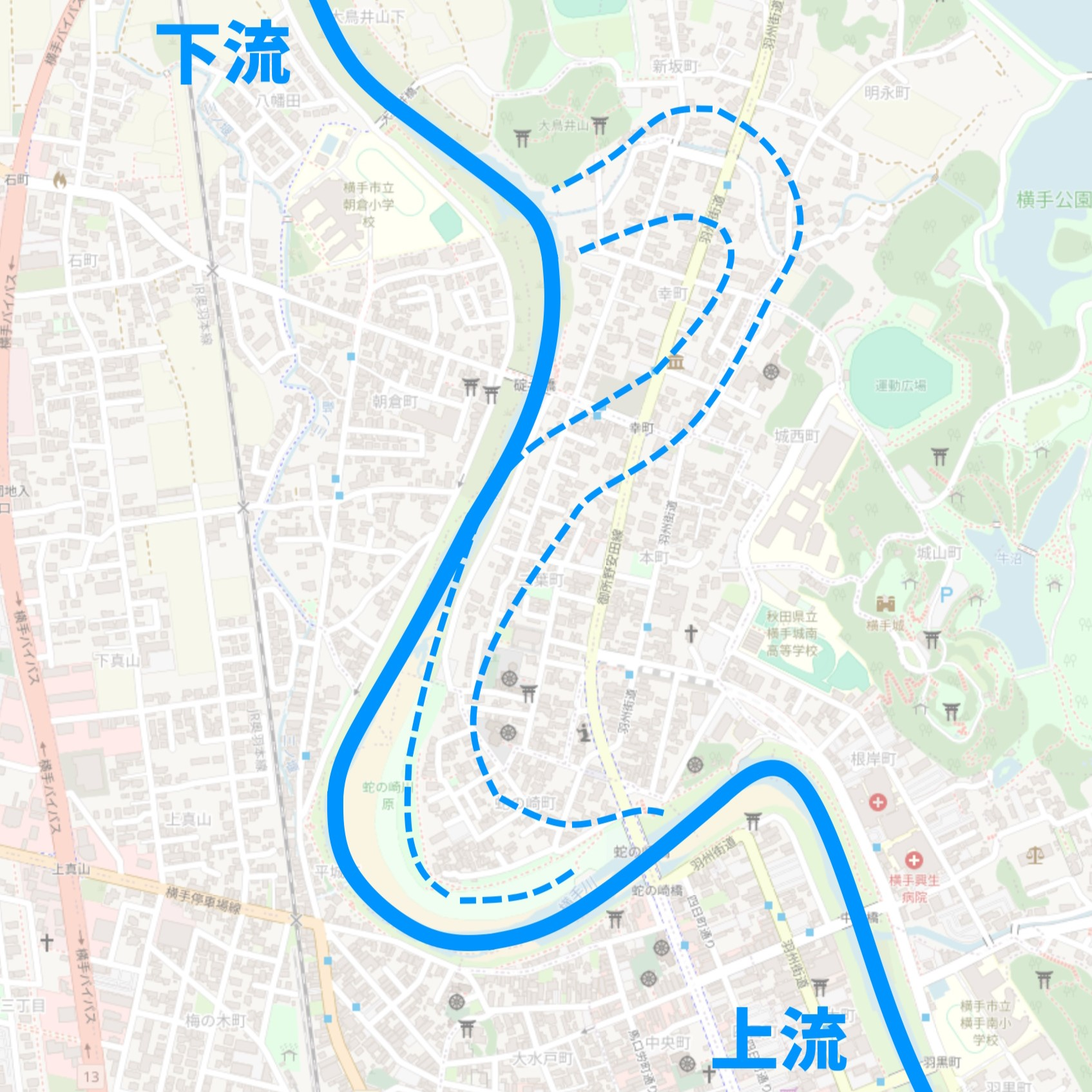
江戸時代～現在の流路 (実線) とそれ以前の流路 (破線部内側) を示したもの。国土交通省の地形分類図を元にOpenStreetMap上に加筆。

横手（現在の横手市中心市街地）には、戦国時代に出羽国において勢力を誇った小野寺氏の居城である横手城が置かれ、横手川は横手城を守る外堀の役割を果たした。
江戸時代になり、秋田には慶長7年（1602年）に佐竹義宣が入封し、それまで秋田実季が居城としていた土崎湊城（現在の秋田市内）に入城。横手には城代が置かれた。横手城は横手川右岸の朝倉山（通称・お城山）にあり、その下に城下町が築かれた。横手の城下町は横手川以東を武士や足軽が住む「内町」、商人や職人が住む「外町」に区分され、内町のうち横手川上流の右岸を上内町、下流部の右岸を下内町と呼ぶこともあった。
江戸時代初期の横手川は、お城山西側の山裾に大きく湾流していた（画像参照）。天正17年（1589年）に須田盛秀が須賀川城落城（須賀川城攻防戦）の際に、戦死した嫡子のために建立した金剛院を横手に移し、菩堤所とし後に天仙寺とした。境内が整備される以前、城山側から順に表町（現在の本町のあたり）・裏町（現在の二葉町のあたり）・川端町（現在の二葉町の川沿い）と名付けられたこの地はかつて横手川の氾濫原であり、須田盛秀・盛久父子の指揮のもとで、下内町整備の第一期工事として正保年間までに境内と町並みが整備されたと考えられる。これに続き、天仙寺の北西部で横手川の河道を締め切り、大鳥井山へ直接北進する捷水路を開削し、関根村にあった微高地を内町へと取り込み内町の拡充を行ったと考えられるが、これらの工事は一連に行われたものであり、横手川の新たな流路の開削と同時に天仙寺も整備されたという可能性もある。
下内町に残った旧河道の跡は、延宝8年の横手城下を描いた絵図では下内町北端付近に谷地が残り、一部は細長い沼として残っていたとされるが、その後も旧河道の陸地化は進んでいった。

### 近現代の横手川

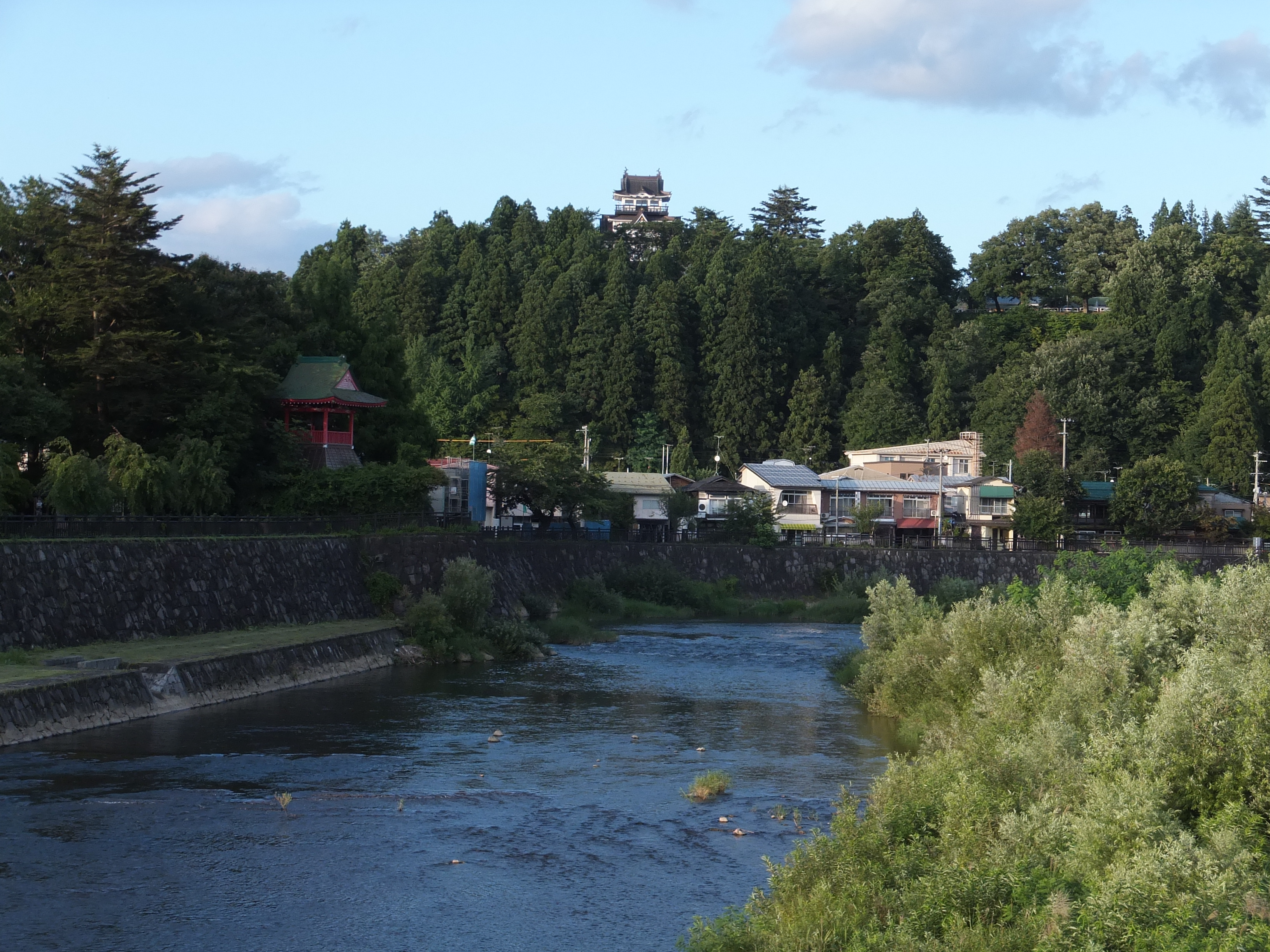
蛇の崎橋から横手川上流方面を望む

度重なる洪水に悩まされた横手川の改修は、戦後の1950年（昭和25年）に15年の歳月と1億5,000万円の事業費を投じて完成した。しかし、この改修は十分なものではなく、1952年（昭和27年）7月に再び洪水に見舞われ、その後も川幅の拡張や堤防の新設などに1,800万円が投じられた。
しかしその後も洪水は収まらず、1965年（昭和40年）の洪水では市街地の約1/3が浸水し、浸水家屋が4,100戸に上り、上水道水源池も浸水したため、飲料水が不足するなど市民生活に大きな混乱を招いた。この洪水によって災害救助法が適用される事態となり、1894年（明治27年）以来の大洪水に見舞われた。この水害を機に、抜本的な治水対策が必要であるとして、県は1969年（昭和44年）より広域河川改修事業に着手した。改修工事の対象となるのは本郷橋からJR奥羽本線三原鉄橋までの6.12kmで、川幅を40mから70mまで拡幅し、左右両岸に新たな堤防を築くといった計画であった。これにより4本の橋が架け替えられることになり、伝統的な蛇の崎橋も架替え・移転を迫られた。
ただ、改修工事が進むにつれ、川の景観や環境などの保全を求める声が高まったことにより、1981年（昭和56年）から1年間に渡り調査が行われ、景観・環境保全に関する総合計画を策定。1987年（昭和62年）には国の「ふるさとの川モデル事業」に指定され、治水上の安全を確保しつつ、川の周辺環境や美観を保とうと、学校橋から蛇の崎町北端までの1,300メートルの区間で事業が行われることになった。事業は1997年（平成9年）に完成。施工区域内の橋は全て架け替えられ、蛇の崎橋は移設されることとなった。新・蛇の崎橋付近には河川広場が整備され、現在でも送り盆まつりや、かまくらの行事で使用されている。護岸には男鹿半島で採れる男鹿石が使用されており、平面的・連続的な印象を避けている。
また、黒沢川支流の松川には、洪水防止などの目的から大松川ダムが造られ、1999年（平成11年）に完成した。

## 主な支流
- 黒沢川
  - 松川（大松川ダム）
  - 岩野目沢川（相野々ダム）
- 沼山川
- 吉沢川
- 杉沢川
- 大戸川
- 出川

## 主な橋梁
- 相野々橋（秋田自動車道）

（黒沢川河口）
- JR北上線橋梁（北上線）
- 岩瀬橋（秋田県道40号横手東成瀬線）
- 新岩瀬橋（国道107号）
- 皿木橋（国道107号）
- JR北上線橋梁
- 回立橋
- 大沢大橋
- 旭岡橋
- 大沢橋（国道107号）
- JR北上線橋梁
- 本郷橋

（沼山川河口）
- 新旭川橋（奥羽山麓大規模農道）
- 愛宕大橋（秋田県道272号御所野安田線）
- 上の橋
- 学校橋（秋田県道272号御所野安田線）
- 中の橋
- 蛇の崎橋（秋田県道272号御所野安田線）
- 碇大橋
- 大鳥井橋

（吉沢川河口）
- 横手川橋（国道13号横手バイパス）

（杉沢川河口）
- JR奥羽線橋梁（奥羽本線）
- 境大橋（秋田県道267号金沢吉田柳田線）
- 旭川橋（秋田県道266号耳取後三年停車場線）

（大戸川河口）

（出川河口）
- 藤木下橋（秋田県道13号湯沢雄物川大曲線）

## その他
「山と川のある町」横手の象徴として別名「旭川（あさひかわ）」とも呼ばれ、また春には堤防の桜並木、夏は線香花火大会や送り盆祭りの会場として、さらに冬には白鳥が飛来し、市民に親しまれている。なお、秋田市を流れる同じ雄物川水系の支流に、正式名称を「旭川」という川がある。